# Christopher Cockerell
Sir Christopher Sydney Cockerell CBE RDI FRS (4 de junio de 1910 - 1 de junio de 1999) fue un ingeniero e inventor inglés, conocido por haber inventado el aerodeslizador o hovercraft.
Sus contribuciones al campo del transporte y sus esfuerzos pioneros para crear un vehículo capaz de desplazarse por el agua, la tierra y el hielo abrieron nuevas posibilidades para la movilidad. La curiosidad de Cockerell, unida a su mente metódica e inventiva, lo llevó a experimentar con diferentes formas de lograr un transporte eficiente a través de diversas superficies, lo que revolucionó las tecnologías de transporte a mediados del siglo XX.
Nacido en 1910 en Inglaterra, Cockerell era hijo de un ingeniero naval, lo que probablemente despertó su interés por la ingeniería y el diseño desde temprana edad. Inicialmente estudió en la Universidad de Cambridge, donde se centró en la física, y luego siguió una carrera en la Real Fuerza Aérea durante la Segunda Guerra Mundial. Fue durante este tiempo que Cockerell comenzó a desarrollar ideas para superar las limitaciones de los medios tradicionales de transporte, especialmente al atravesar terrenos difíciles, como pantanos o cuerpos de agua. Después de la guerra, inició su obra más famosa: el desarrollo del aerodeslizador.
A principios de la década de 1950, Cockerell se embarcó en el reto de crear un vehículo capaz de "flotar" sobre el suelo mediante un cojín de aire. Su avance llegó cuando se dio cuenta de que, utilizando potentes ventiladores para forzar aire debajo de una plataforma, podría generar sustentación y reducir la fricción, permitiendo que la nave se deslizara sobre superficies como agua, tierra o hielo con mínima resistencia. Esta idea innovadora lo llevó a construir el primer prototipo funcional, al que llamó "aerodeslizador", en 1955. Aunque inicialmente fue recibido con escepticismo, el aerodeslizador finalmente se convirtió en un medio de transporte práctico y comercialmente viable, utilizado en aplicaciones militares, transbordadores para pasajeros y operaciones de rescate, entre otros.
La invención de Cockerell fue el resultado de años de cuidadosa investigación y desarrollo, combinando el conocimiento teórico con la experimentación práctica. A pesar de los desafíos que enfrentó para obtener reconocimiento y financiación para su trabajo, su determinación y visión finalmente condujeron a la adopción generalizada de la tecnología del aerodeslizador. Hoy en día, el legado de Cockerell perdura en diversas industrias, donde su invención sigue siendo un testimonio de la inventiva humana y la búsqueda del progreso. Su trabajo ejemplifica el poder de la persistencia y la importancia del pensamiento creativo para resolver complejos desafíos de ingeniería.

## Primeros años y educación
Cockerell nació en Cambridge, donde su padre, Sir Sydney Cockerell, era conservador del Museo Fitzwilliam, puesto que anteriormente había sido el secretario de William Morris. Su madre era la ilustradora y diseñadora Florence Kingsford Cockerell. Christopher asistió a la escuela preparatoria de St Faith's y se educó en la Gresham's School, en Holt (Norfolk)). Se matriculó en Peterhouse, en Cambridge, para estudiar ingeniería mecánica y fue tutorizado por William Dobson Womersley. Más tarde volvería a Cambridge para estudiar radio y electrónica.

## Comienzos
Comenzó su carrera como alumno de postgrado trabajando para W. H. Allen, Sons & Co. de Bedford de 1931 a 1933. Tras regresar a la Universidad de Cambridge en 1934 para estudiar radio y electrónica, entró a trabajar en la Radio Research Company. En 1935 pasó a trabajar en la Marconi Company, y poco después se casó con Margaret Elinor Belsham (4 de septiembre de 1913 - septiembre de 1996). Vivieron en el ahora catalogado como de Grado II Gay Bowers Cottage en Danbury, Essex desde 1940 hasta 1951.
Durante su estancia en Chelmsford, dirigió un equipo de investigación en la cabaña Marconi de Writtle y trabajó en muchos sistemas, incluido el radar.
Después de la Segunda Guerra Mundial contribuyó al desarrollo de varios equipos sofisticados, incluida la tecnología de radiolocalización, y el primer equipo utilizado por la BBC en el Alexandra Palace.

## El hovercraft

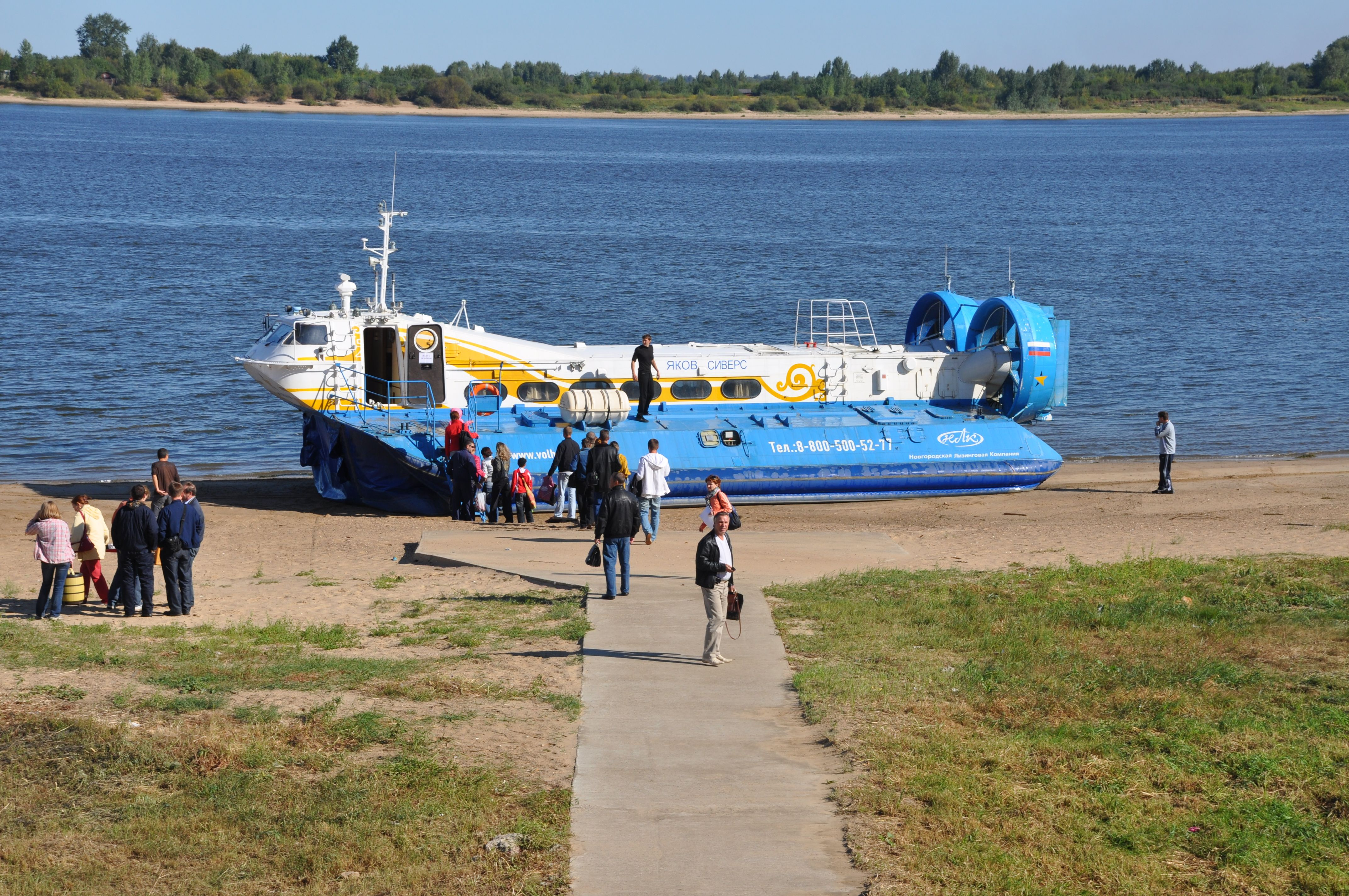
Un aerodeslizador moderno utilizado en el cruce de Nizhniy Novgorod-Bor.

El año 1935 entró a trabajar en la compañía Marconi, donde permaneció hasta 1950. Cuando dejó esta compañía, compró Ripplecraft, Ltd., una pequeña empresa de alquiler de barcos y caravanas de Norfolk, con un legado dejado por su suegro. La empresa ganó poco dinero y Cockerell empezó a pensar cómo podía hacer que la embarcación fuera más rápido. La compañía Thornycroft lo condujo a trabajos anteriores, en que un pequeño barco había sido parcialmente levantado del agua por un pequeño motor.
El mayor invento de Cockerell, el hovercraft, surgió de este trabajo. Se le ocurrió que si toda la embarcación se elevara del agua, la embarcación no tendría efectivamente ningún arrastre. Esto, conjeturó, daría a la embarcación la posibilidad de lograr una velocidad máxima muy superior a la que podrían conseguir los barcos de la época.
La teoría de Cockerell era que, en lugar de solo bombear aire bajo la embarcación, como hacía Thornycroft, si el aire se canalizara en lugar de formar un estrecho rayo alrededor del perímetro de la embarcación, el aire en movimiento formaría una cortina de impulso, una pared de aire en movimiento que limitaría la cantidad de aire que se filtraría. Esto significaba que la misma almohada de aire de alta presión podía mantenerse con un motor mucho más pequeño; y por primera vez, se podía levantar completamente una embarcación del agua. Cockerell probó sus diseños en Somerleyton (Suffolk).
Probó sus teorías con una aspiradora y dos latas. Se encontró que su hipótesis tenía potencial, pero la idea tardó unos años en desarrollarse y se vio obligado a vender posesiones personales para financiar su investigación. El 1955, había construido un modelo de trabajo a partir de madera de balsa y había presentado su primera patente para la aerostación ( no. patente GB 854211). Cockerell había encontrado imposible interesar el sector privado en el desarrollo de su idea, puesto que tanto la industria aeronáutica como la naval lo veían fuera de su negocio principal.
Por lo tanto, se dirigió al gobierno británico con el objetivo de interesarle en posibles aplicaciones de defensa. Los líderes de los grupos de defensa no estaban interesados en proporcionar financiación y pusieron la idea del hovercraft en la lista secreta del gobierno. Estar en la lista secreta impidió que Cockerell hiciera público su diseño.
Esta información permaneció clasificada hasta 1958, después de noticias sobre desarrollos similares en el continente europeo  se desclasificó y Cockerell fue presentado a la NRDC (National Research Development Corporation). En otoño de 1958, la NRDC hizo un pedido a Saunders-Roe para el primer hovercraft a gran escala. Este barco prototipo se conoce por SR-N1 (Saunders-Roe - Nautical One) y fue fabricado bajo licencia de la NRDC. El 11 de junio de 1959 se mostró por primera vez al público  el SR-N1, que era capaz de transportar cuatro personas a una velocidad de 28 millas por hora. Semanas después, fue enviado a Francia. Cruzó con éxito en dos horas  el Canal de la Mancha entre Calais y Dover el 25 de julio de 1959.
En enero de 1959, la NRDC formó una filial llamada Hovercraft Development, Ltd. Cockerell era el director técnico y la compañía controlaba las patentes que utilizaba para licenciar varias empresas del sector privado para fabricar embarcaciones bajo la marca registrada de Hovercraft.
Cockerell recibió un doctorado honoris causa por la Universidad Heriot-Watt en 1971.

## Premios
- 1965 Medalla Howard N. Potts

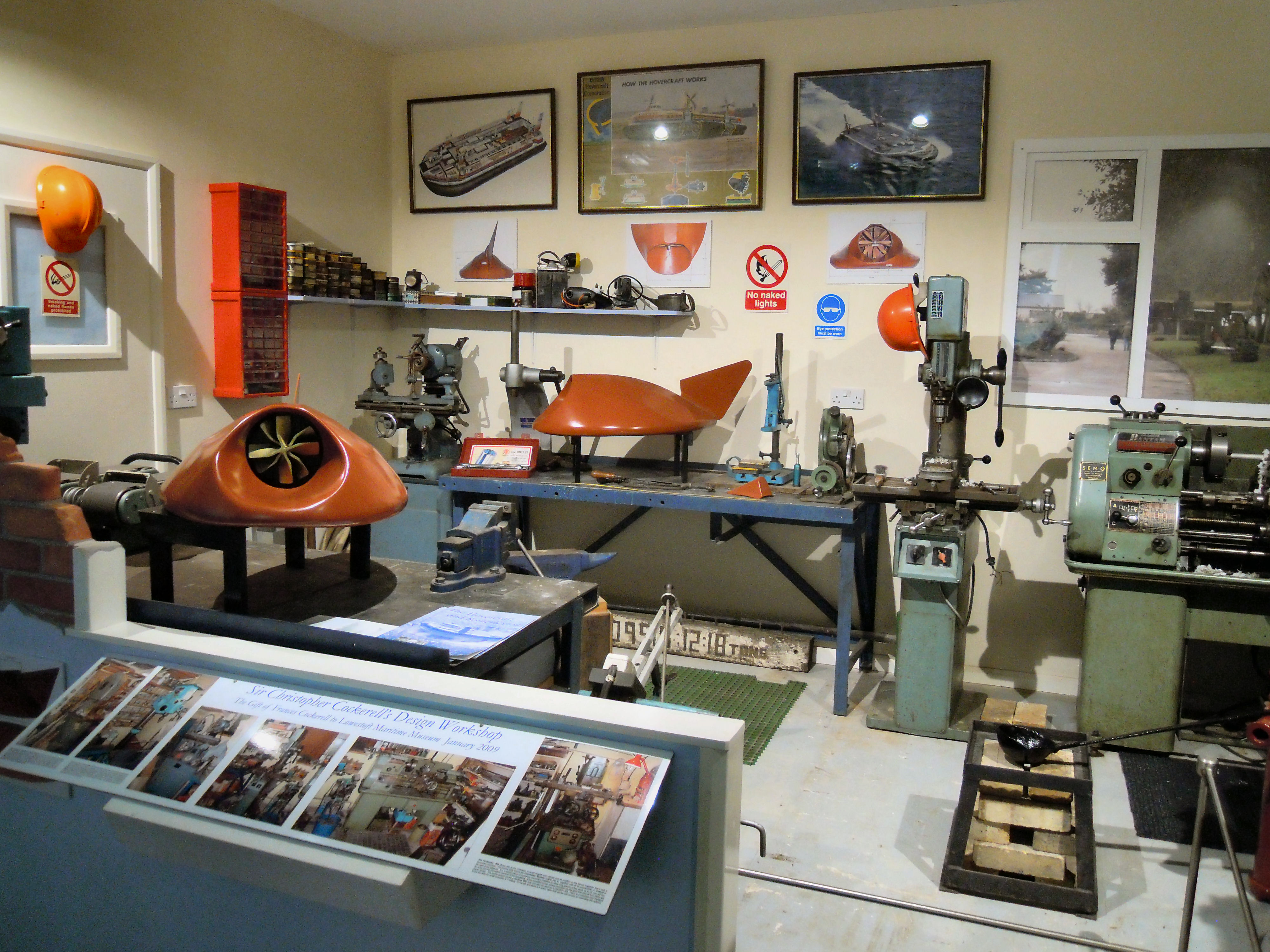
Reconstrucción del taller de Cockerell en el Lowestoft Maritime Museum.

- 1966 Recibe la Orden del Imperio Británico
- 1967 Elegido miembro de la Royal Society
- 1968 Se le concede el premio Elmer A. Sperry por el desarrollo del aerodeslizador
- 1969 Nombrado Knight Bachelor (Caballero) por sus servicios a la ingeniería

## Otros trabajos
Cockerell desarrolló más tarde la Balsa Cockerell, un dispositivo hidráulico de energía undimotriz que puede tener implicaciones en el futuro para la generación de electricidad.

## Referencias

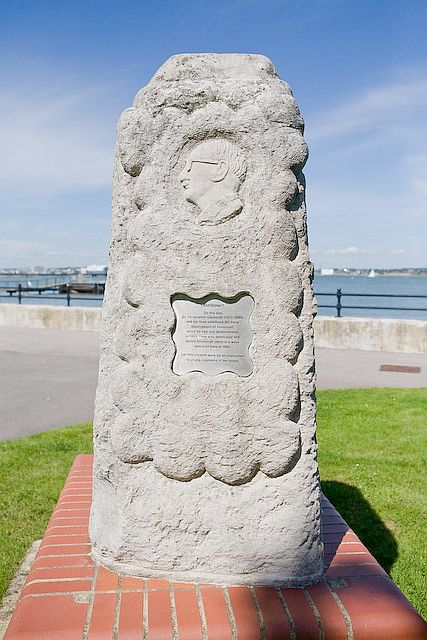
Monumento en memoria de Cockerell, en Hythe (Hampshire).